# Tobias Stieler
Tobias Stieler (* 2. Juli 1981 in Obertshausen) ist ein deutscher Fußballschiedsrichter.

## Leben
Stielers Heimatverein ist die SG Rosenhöhe Offenbach im Hessischen Fußball-Verband. Bei der dortigen Schiedsrichtervereinigung legte er 1995 seinen Neulingslehrgang ab.
Sein Debüt in der Zweiten Liga absolvierte er in der Saison 2009/10 mit dem Spiel SC Paderborn 07 gegen den 1. FC Kaiserslautern. Am 17. Februar 2012 leitete er mit der Begegnung TSG 1899 Hoffenheim gegen den 1. FSV Mainz 05 sein erstes Bundesliga-Spiel. Er war nachnominiert worden für Babak Rafati, der nach einem Suizidversuch nicht mehr zur Verfügung stand.
Stieler leitete das Eröffnungsspiel der Saison 2017/18 zwischen dem FC Bayern München und Bayer 04 Leverkusen. Es war die erste Partie der Bundesligageschichte, die mit Unterstützung des Video-Assistenten durchgeführt wurde. In der 53. Minute beging der Leverkusener Charles Aránguiz ein Foul im Strafraum an Robert Lewandowski. Stieler bewertete die Szene zunächst als nicht strafstoßwürdig, nach Rücksprache mit Video-Assistent Jochen Drees änderte er seine Entscheidung und gab Elfmeter für den FC Bayern, den Lewandowski zum 3:0 verwandelte.
Stieler ist neben Bastian Dankert seit 2014 Schiedsrichter der FIFA-Liste. Sie ersetzten Florian Meyer und Thorsten Kinhöfer, die altersbedingt ausscheiden mussten. Sein internationales Debüt gab Stieler am 26. Mai 2014 in der Qualifikation zur U-19-Fußball-Europameisterschaft 2014 zwischen Italien und Schweden. In der Gruppenphase der UEFA Europa League kam er erstmals am 29. September 2016 in der Partie zwischen Schachtar Donezk und Sporting Braga zum Einsatz, sein Debüt in der Gruppenphase der UEFA Champions League folgte am 27. September 2017 in Turin bei der Partie Juventus Turin gegen Olympiakos Piräus.
Sein erstes internationales Turnier war die U-21-Fußball-Europameisterschaft 2017 in Polen. Dort leitete er das Eröffnungsspiel Schweden gegen England sowie die Partie zwischen Portugal und Spanien.
Am 14. Mai 2019 wurde Stieler vom DFB für die Leitung des Finals im DFB-Pokal 2018/19 am 25. Mai 2019 im Berliner Olympiastadion zwischen RB Leipzig und dem FC Bayern München angesetzt. An den Seitenlinien wurde er von Matthias Jöllenbeck und Christian Gittelmann unterstützt, Vierte Offizielle war Bibiana Steinhaus. Als Video-Assistenten kamen Tobias Welz und Martin Thomsen zum Einsatz.
Stieler leitete den DFL-Supercup 2024 zwischen Bayer 04 Leverkusen und dem VfB Stuttgart am 17. August 2024.
Von Beruf ist Stieler Jurist und Sportpsychologe. Er lebt in Sölden bei Freiburg.